# عبد العزيز آل زايد
عبد العزيز حسن آل زايد (1979-) روائي سعودي مواليد مدينة الدمام شرق السعودية. حاصل على (جائزة الإبداع) في يوليو 2020، إحدى جوائز مؤسسة ناجي نعمان الأدبية ببيروت في دورتها الـ18. آل زايد يحمل درجة البكالوريوس من جامعة الملك فيصل في الأحساء، والدبلوم العالي من جامعة الملك عبد الرحمن بن فيصل. بدأ الكتابة في القصص القصيرة ثم اتجه للرواية. آخر إصداراته رواية (الأمل الأبيض)، والتي تعتزم مؤسسة ناجي نعمان الثقافية نشرها ضمن سلسلة (الثقافة بالمجان) في سبتمبر 2020.